# Загайнов, Герман Иванович
Герман Иванович Загайнов (1935—2007) — советский учёный в области аэродинамики, динамики полёта и систем управления авиационно-космической техники, доктор технических наук (1982), профессор (1984), директор Центрального аэрогидродинамического института (1989—1995), лауреат Государственной премии СССР (1975, 1989).

## Биография
Герман Загайнов родился 31 июля 1935 года в городе Кирове, в рабочей семье.
В 1954 году окончил Кировскую среднюю школу № 14 с золотой медалью. С 1954 по 1959 год обучался на факультете аэромеханики и летательной техники (ФАЛТ) Московского физико-технического института (МФТИ).
В 1959 году начал работать в Центральном аэрогидродинамическом институте (ЦАГИ). До 1989 года на инженерных и научных должностях: инженера, старшего инженера, начальника сектора, начальника научно-исследовательского отделения № 15. С 1989 по 1995 год — директор ЦАГИ. Загайнов был участником и организатором работ в области авиационной и космической техники, сделал вклад в разработку истребителей третьего и четвëртого поколения, включая МиГ-29 и Су-27, а также — в реализацию программы орбитального корабля «Буран» для многоразовой транспортной космической системы «Энергия — Буран».
C 1965 года занимался также и педагогической деятельностью в МФТИ (преподаватель, профессор и заведующий кафедрой технологии проектирования летательных аппаратов, заместитель декана ФАЛТ). В 1982 году Загайнову была присуждена учёная степень доктор технических наук, а в 1984 году — учёное звание профессора. С 2001 года Загайнов работал профессором Московского авиационного института. Он был действительным членом Российской академии космонавтики имени К. Э. Циолковского, членом Международного совета по аэронавигационным наукам и Шведской королевской академии инженерных наук.
В 1975 и в 1989 году Постановлением ЦК КПСС и СМ СССР за разработку истребителей МиГ-29 и Су-27 Загайнов стал лауреатом Государственной премии СССР в области науки и техники.
Скончался 3 ноября 2007 года в Москве, похоронен на Троекуровском кладбище. Урна с прахом захоронена в колумбарии, 11 секция.

## Награды и звания
- Орден Октябрьской революции
- Орден Трудового Красного Знамени
- Орден «Знак Почёта»
- Дважды лауреат Государственной премии СССР в области науки и техники (1975, 1989)[2]